# Саудијска Арабија на Светском првенству у атлетици на отвореном 2011.
Саудијска Арабија је учествовала на 13. Светском првенству у атлетици на отвореном 2011. одржаном у Тегу од 27. августа до 4. септембра једанаести пут. Репрезентацију Саудијске Арабије је представљало 8 такмичара који су се такмичили у четири дисциплине.,
На овом првенству такмичари Саудијска Арабија нису освојили ниједну медаљу али су остварили 2 најбоља сезонска резултата.

## Учесници
Мушкарци:
- Мухамед Шавин — 1.500 м
- Хусеин Џаман Алхамда — 5.000 м
- Абдулах Абдулазиз Аљуд — 5.000 м
- Али Ахмед Ал Амри — 3.000 м препреке
- Исмаил Ал Шабани — 4 х 400 м
- Јусуф Ахмед Масрахи — 4 х 400 м
- Хамид Ал Биши — 4 х 400 м
- Мухамед Ал Салхи — 4 х 400 м

## Резултати

### Мушкарци
| Атлетичар                                                           | Дисциплина       | Лични рекорд | Квалификације     | Квалификације     | Полуфинале            | Полуфинале           | Финале               | Финале               | Детаљи |
| Атлетичар                                                           | Дисциплина       | Лични рекорд | Резултат          | Место             | Резултат              | Место                | Резултат             | Место                | Детаљи |
| ------------------------------------------------------------------- | ---------------- | ------------ | ----------------- | ----------------- | --------------------- | -------------------- | -------------------- | -------------------- | ------ |
| Мухамед Шавин                                                       | 1.500 м          | 3:31,82 НР   | Дисквалификован   | Дисквалификован   | Није се квалификовао  | Није се квалификовао | Није се квалификовао | Није се квалификовао |        |
| Хусеин Џаман Алхамда                                                | 5.000 м          | 13:30.77     | Дисквалификован   | Дисквалификован   |                       |                      | Дисквалификован      | Дисквалификован      |        |
| Абдулах Абдулазиз Аљуд                                              | 5.000 м          | 13:30.77     | Није завршио трку | Није завршио трку | Није се квалификовао  | Није се квалификовао |                      |                      |        |
| Али Ахмед Ал Амри                                                   | 3.000 м препреке | 8:21,87      | 8:26,75 ЛРС       | 6. у гр. 3        | Нису се квалификовали | 16 / 34 (35)         |                      |                      |        |
| Исмаил Ал Шабани Јусуф Ахмед Масрахи Хамид Ал Биши Мухамед Ал Салхи | 4 х 400 м        | 3:02.30 НР   | 3:05,65 НРС       | 7. у гр. 2        | Нису се квалификовали | 15 / 15 (16)         |                      |                      |        |